# Onthophagus simboroni
Onthophagus simboroni är en skalbaggsart som beskrevs av Teruo Ochi och Masahiro Kon 2006. Onthophagus simboroni ingår i släktet Onthophagus och familjen bladhorningar. Inga underarter finns listade i Catalogue of Life.